# نوآ امبامبا
نوآ امبامبا (انگلیسی: Noah Mbamba؛ زادهٔ ۵ ژانویهٔ ۲۰۰۵) بازیکن فوتبال اهل بلژیک است که در پست مدافع برای باشگاه فوتبال کلوب بروژ در لیگ برتر فوتبال بلژیک بازی می‌کند.
وی همچنین در تیم‌های ملی فوتبال تیم ملی فوتبال زیر ۱۹ سال بلژیک بازی کرده‌است.